# ビッグコミックスペリオール
『ビッグコミックスペリオール』は、小学館発行の青年漫画雑誌。月2回発売（第2・第4金曜日）。1987年7月1日創刊。創刊編集長は鈴木俊彦。2023年1月現在の編集長は寺澤広蔵。判型はB5。

## 概要
創刊当時は月2回（毎月1日、15日）発行で、『ビッグコミックオリジナル増刊号』からそのまま移動してきた漫画がほとんどを占めていたが、近年は『ビッグコミック』系の先発3誌（『ビッグコミック』、『ビッグコミックオリジナル』、『ビッグコミックスピリッツ』）と遜色ない連載陣になっている。2000年に隔週金曜日に変更になったが、現在は月2回発行に戻っている。単行本はビッグコミックスレーベルで発売される。
小学館の「年代別漫画雑誌」戦略に基づいて、30歳代以上の社会人をターゲットとした『オリジナル』と、学生世代をターゲットとした『スピリッツ』の中間年代層に当たる、20歳代の社会人を主なターゲットとした青年漫画誌というスタンスを長年保っていたが、2012年に方針転換し、コアな層向けの漫画も載せるようになった。
表紙は、創刊当初、坂井永年によるイラストが採用されていたが、2021年現在は連載作品や女性アイドルが表紙を飾っている。

## 歴代編集長
- 鈴木俊彦（創刊 - ）
- 菊池一[5]
- 寺澤広蔵[2]

## 連載作品一覧
2025年17号現在。
- 味いちもんめ -継ぎ味-（作画：倉田よしみ、原案：あべ善太、ストーリー協力：久部緑郎）：2019年2号 - ※掲載順は巻末近くに固定[独自研究?]
- 永世乙女の戦い方（くずしろ）：2019年10号 -
- 大人の青春くん（とがしやすたか）：2008年21号 -
- ガイシューイッショク!（色白好）：2017年12号 -
- 機動戦士ガンダム サンダーボルト（漫画：太田垣康男、原案：矢立肇・富野由悠季）：2012年8号 - ※当初は隔号連載、2014年17号より毎号連載
- 劇光仮面（山口貴由）：2022年1号 -
- サラセニア（九駄礁太）：2024年7号 -
- スーパーボールガールズ（原作：金城宗幸、作画：平本アキラ）
- 住みにごり（たかたけし）：2021年24号 -
- セイ少女黙示録 ですぺあ（中村汚濁）：2025年2号[6] -
- ダーリンは80歳（西原理恵子）：2014年23号 - ※掲載順は巻末に固定[独自研究?]、オールカラー[要出典]
- 太陽と月の鋼（松浦だるま）：2020年13号 -
- トリリオンゲーム（原作：稲垣理一郎、作画：池上遼一）：2021年1号 -
- 名前のない病気（宮川サトシ）：2024年18号[7] -
- バンプアー（妹尾圭祐）：2024年10号[8] -
- 光って！月魄さん（安彦晴）：2025年10号[9] -
- フールナイト（安田佳澄）：2020年23号 -
- フットボールネーション（大武ユキ）：2010年1号 -
- 編集の一生（萩原あさ美）：2022年2号 -
- ボクらはみんな生きてゆく！〜狩りと漫画の二足のわらじ篇〜（アキヤマヒデキ）：2024年5号 - ※第2部、不定期[10]
- 瞬きの音（押見修造）：2025年1号[11] -
- むかしのはなしシリーズ（松本大洋）：2020年11号 - ※不定期
- MUJINA IN TO THE DEEP（浅野いにお）2023年7号 -
- らーめん再遊記（作画：河合単、原作：久部緑郎、協力：石神秀幸）：2020年5号 - ※らーめん才遊記のリブート作品
- れんげとなると！（nicolai）：2023年22号 -

### 休載中
- 銀平飯科帳（河合単）：2015年5号 - 2020年3号
- たかが黄昏れ（花沢健吾）：2018年16号 -
- トンネル抜けたら三宅坂（劇画：月子、原作：森高夕次）：2012年22号 - 2014年4号、9号 - 14号 ※隔号連載だが2014年9号・10号は連続掲載
- MOONLIGHT MILE（太田垣康男）

## 連載終了作品一覧

### あ行
- 相棒－たった二人の特命係－（漫画：こやす珠世、原作：テレビ朝日・東映）：2008年1号 - 2012年12号
- 味いちもんめ（原案：あべ善太・作画：倉田よしみ）
  - 新・味いちもんめ（作画：倉田よしみ・原案：あべ善太・シナリオ協力：福田幸江）
  - 味いちもんめ・独立編（作画：倉田よしみ・原案：あべ善太・シナリオ協力：福田幸江）
  - 味いちもんめ〜にっぽん食紀行〜（作画：倉田よしみ・あべ善太・シナリオ協力：福田幸江）
  - 味いちもんめ番外編 伊橋・ボンさんの食漫画家紀行（作画：倉田よしみ・原案：あべ善太）
  - 味いちもんめ・世界の中の和食編（作画：倉田よしみ、原案：あべ善太、シナリオ協力：花形怜）：2016年12号 - 2017年10号
  - 味いちもんめ 食べて・描く! 漫画家食紀行（作画：倉田よしみ、原案：あべ善太）：2017年11号 - 2018年17号 ※掲載順は巻末近くに固定[独自研究?]
  - 味いちもんめ 藤村便り（作画：倉田よしみ、原案：あべ善太）：2018年18号 - 2019年1号 ※掲載順は巻末近くに固定[独自研究?]
- あずみ（小山ゆう）：1994年 - 2008年23号
- AZUMI（小山ゆう）：2009年2号 - 2014年6号 ※「あずみ」の続編
- アタックシンドローム類（吉沢潤一）：2022年15号 - 2023年22号
- アダムとイブ（漫画：池上遼一、原作：山本英夫）：2015年21号 - 2016年16号
- アビル少年映画をつくる（長谷川和志）：2013年5号 - 2014年3号
- アヒルは見ていた!（桜川キヨイ）
- 雨の判決（漫画：大和八重子、シナリオ協力：伊佐木康）：2005年23号 - 2006年14号
- あんこう〜快釣海上捜査線〜（漫画：あきやまひでき、原作：北原雅紀、協力：フィッシング・グラフ）：2007年2号 - 2008年19号
- UNTOUCHABLE（末松正博）：2016年1号 - 2017年21号
- あんたのせいだっ（須賀原洋行）
- あんたの代理人（高井研一郎）
- いつでも辞めてやるっ（須賀原洋行）：2002年5号 - 2002年9号
- いま、会いにゆきます（原作：市川拓司、漫画：高田靖彦）
- 医龍-Team Medical Dragon-（乃木坂太郎、原案：永井明）：2002年10号 - 2011年4号
- ヴォイス（柴門ふみ）
- 映画篇（漫画：遠藤佳世、原作：金城一紀）：2010年16号 - 2014年9号 ※不定期連載
- 営業ものがたり（西原理恵子）：2004年24号、2005年1号、2005年10号 - 2005年15号
- 江川と西本（作画：星野泰視、原作：森高夕次）：2014年22号 - 2019年12号
- エグジスタンス（作：倉科遼、画：河承男）：2004年23号 - 2006年1号
- SS（東本昌平）
- エチカの時間（漫画：玉井雪雄、監修：岡本裕一郎）：2019年18号 - 2021年12号
- Mの首級 マッカーサー暗殺計画（漫画：池上遼一、原作：リチャード・ウー）：2020年14号 - 2020年17号
- 演歌の達（高田靖彦）
- 王様のホームタウン（原秀則）：2010年22号 - 2012年7号
- Oh!myシスター（かわもと尚夜）
- 岡崎に捧ぐ（山本さほ）：2015年2号 - 2018年18号
- おくりびと（さそうあきら）：2008年5号 - 2008年16号
- お受験の星（原作：今谷鉄柱、シナリオ協力：花形怜）：2007年10号 - 2008年22号
- 鬼死ね（岡田索雲）：2013年17号 - 2015年10号
- お三十路の町（東陽片岡）
- オムライス（星里もちる）
- 親父（もりやまつる）
- 女の子ものがたり（西原理恵子）
- オンナミチ（北沢バンビ）：2012年6号 - 2014年17号

### か行
- 怪獣の家（星里もちる）：2005年2号 - 2005年22号
- 葛飾Q（とみさわ千夏）
- ガッデム（新谷かおる）
- 家庭の事情（原作：西ゆうじ、漫画：おだ辰夫）：1987年創刊号 - 1990年 ※『ビッグコミックオリジナル増刊号』より転籍、『まんがライフオリジナル』（竹書房）に転籍。単行本は竹書房より刊行
- かびんのつま（あきやまひでき）：2013年6号 - 2015年9号
- 壁に耳あり障子にメアリー（大橋ツヨシ）
- 関係筋（中川いさみ）
- 感染列島（原作：柿崎正澄、原作：映画『感染列島』製作委員会）：2008年19号 - 2009年1号
- キーチ!!（新井英樹）：2001年16号 - 2006年6号
  - キーチVS ：2007年17号 - 2013年14号
- GIGANT（奥浩哉）：2018年1号 - 2021年20号
- 気になる聖凪の頭の中は（小麦ムギ）：2022年16号 - 2024年17号[12]
- 今日からゾンビ!（原作：石川優吾　作画：荒木宰）：2016年9号 - 2017年9号
- ギラギラ（原作：滝直毅、漫画：土田世紀）：2002年15号 - 2004年20号
- 金魚のフン（とみさわ千夏）
- くーたんの全力紅茶配信（鷹巣☆ヒロキ）：2017年20号 - 2017年24号
- くどき屋ジョー（ジョージ秋山）
- 警視正大門寺さくら子（原作：大西祥平、漫画：高橋のぼる）
- 賢者の学び舎 防衛医科大学校物語（山本亜季）：2018年4号 - 2020年2号
- 県庁の星（原作：桂望実、漫画：今谷鉄柱）：2005年23号 - 2007年6号
- 光速シスター（星里もちる）：2008年9号 - 2014年8号、※不定期連載
- 強欲弁護士銭高守（井浦秀夫）
- 5080（川井十三）：2021年18号 - 2021年20号 ※集中連載→『ダルパナ』で本格連載[13]
- 国立博物館物語（岡崎二郎）：1996年18号 - 1999年14号
- こころ（夏目漱石×榎本ナリコ）
- コタローは1人暮らし（津村マミ）：2015年7号 - 2023年13号
- この恋はツミなのか!?（鳥島灰人）：2018年3号 - 2018年12号
- この町ではひとり（山本さほ）：2019年11号 - 2020年9号
- 日掛け金融地獄伝 こまねずみ常次朗（監修：青木雄二、原作：秋月戸市、漫画：吉本浩二）
- 日掛け金融伝 こまねずみ出世道（原案：青木雄二、原作：秋月戸市、漫画：吉本浩二）
- ゴムテ（中川いさみ）
- 昆虫鑑識官ファーブル（原作：北原雅紀、漫画：あきやまひでき、協力：(有)日本法科学鑑定センター）
- コンビニの清水（津村マミ）：2013年24号 - 2014年12号 ※2012年16号より読切扱いで不定期に掲載後、連載化。2014年20号に「番外編」掲載

### さ行
- 最後の遊覧船（すぎむらしんいち）：2020年3号 - 2020年18号
- 西原理恵子の人生画力対決（西原理恵子）：2009年9号 - 2014年18号
- SILENCER（漫画：ながてゆか、原作：史村翔）：2012年16号 - 2014年9号
- 咲宮センパイの弓日（天野茶玖）：2019年2号 - 2019年18号
- ざこ検マル潮（漫画：高田靖彦、原案協力：今井秀智）
- ザ・シンデレラボーイズ（安彦晴）：2021年22号 - 2022年7号
- 淋しいのはアンタだけじゃない（吉本浩二）：2016年3号 - 2017年18号
- さまよえる女（池上遼一）：2020年9号 - 2020年11号 ※短期集中連載
- サラ忍マン（新田たつお）：1996年 - 1997年
- 残機0!!（アリマハレ）：2016年23号 - 2017年6号、※シリーズ連載
- 残響（髙橋ツトム）：2015年11号 - 2016年21号
- サンクチュアリ（漫画：池上遼一、原作：史村翔）
- JKキングダム♡東京（鷹巣☆ヒロキ）：2018年19号 - 2019年1号
- シアターアッパレ（業田良家）
- ジキルとハイドと裁判員（漫画：森田崇、原作：北原雅紀、法律監修：今井秀智）：2009年1号 - 2010年19号
- シゲが来た!!（はしもとみつお）
- 地蔵癒し（天海夏矩）：2024年20号[14] - 2025年12号[15]
- Cynic シニック（根本拓実）：2022年7号 - 2022年9号 ※集中連載
- 社買い人 岬悟（国友やすゆき）：2005年13号 - 2008年5号
- 社長 大原笑介（聖日出夫）
- 社長DEジャンケン隊（現代洋子）
- 上京ものがたり（西原理恵子）
- 銀 シロガネ（水上あきら）：2019年3号 - 2019年10号、2019年12号 - 2019年22号 ※当初は短期集中連載
- SSSS（すぎむらしんいち）：2021年17号 - 2021年19号 ※読切シリーズ
- スキヤキ・ウエスタン ジャンゴ（しりあがり寿）：2007年13号 - 2007年22号
- 須磨さんが中学3年間で男子と喋った5言（安彦晴）：2020年2号 - 2020年4号 ※短期集中連載
- STEVES（漫画：うめ、原作：松永肇一）：2014年14号 - 2016年24号
- スプライト（石川優吾）：2009年10号 - 2015年9号
- すみれの花咲くガールズ（朱良観）：2014年12号 - 2015年8号
- 世界の中心でくだをまく（仮）（ロドリゲス井之介）：2005年18号 - 2010年1号
- 銭ドク-MONEY DOCTOR-（もんでんあきこ）：2010年21号 - 2011年10号
- 先生がいっぱい（安田弘之）：2003年2号 - 2005年5号
- 総理の椅子（国友やすゆき）：2008年13号 - 2013年7号
- SOUL 覇 第2章（漫画：池上遼一、原作：武論尊）：2011年13号[16] - 2013年3号 ※隔号連載
- 空を泳ぐ女（原作：倉科遼、漫画：玉置一平）：2008年24号 - 2009年8号

### た行
- タイガー&マリア（高橋すぎな）：2017年20号 - 2018年6号
- 第3のギデオン（乃木坂太郎、資料・文献提供：山中聡）：2015年12号 - 2018年10号
- 大樹の道（かざま鋭二）
- だから笑介（聖日出夫）
- ダクションマン（猪熊しのぶ）：2009年16号 - 2011年9号
- 匠三代（作画：佐藤智一、原作：倉科遼、原案・監修：天野彰）：2010年3号 - 2014年1号
  - 匠三代 深川大家族 ：2014年5号 - 2015年16号
- 戦うグラフィック。（西野杏）：2018年17号 - 2018年24号、2019年19号 - 2020年6号
- タッチアップ（漫画：盛田賢司、原作：田澤拓也）：2008年17号 - 2011年7号
- 旅の四宝（藤崎聖人）：2017年1号 - 2017年23号
- タローの小太郎（原作：きむらゆういち、漫画：松浦聡彦）：2007年7号 - 2007年20号
- チェイサー（コージィ城倉）：2012年17号 - 2019年2号、※隔月（1勤3休）連載[独自研究?]
- 知事ラン子（高橋のぼる）
- 地図にない場所（安藤ゆき）：2020年8号 - 2024年2号
- 血の轍（押見修造）：2017年6号 - 2023年19号
- チャイナガール（青山景、シナリオ：花形怜）：2009年3号 - 2009年11号
- ちょべりぶ（玖保キリコ）
- 妻観察日記（福満しげゆき）：2020年17号 - 2024年1号
- 亭主元気で犬がいい（徳弘正也）：2010年20号 - 2013年12号
- 天狼（原作：さいふうめい、漫画：藤堂裕）：2007年15号 - 2008年1号
- 同窓生 人は、三度、恋をする（柴門ふみ）：2011年10号 - 2012年23号
- 東京昆虫ムスメ（石川秀幸）：2014年23号 - 2016年5号、※シリーズ連載
- 犬・犬・犬（原作：花村萬月、漫画：さそうあきら）
- トップはオレだ!!（とりいかずよし）
- 取締役 平並次郎（新田たつお）

### な行
- なぎさにて（新井英樹）：2015年8号 - 2016年21号
- 夏の桜（鍋倉夫）：2015年20号 - 2015年22号 ※短期集中連載
- 夏目アラタの結婚（乃木坂太郎）：2019年14号 - 2024年4号
- 膠と油（ぱらり）：2025年13号[17] - 2025年16号[18] ※短期集中連載[17]
- ニコパチ堂主人 大津次郎（魚戸おさむ）
- ニュースの牛（中川いさみ）：2003年25号 - 2005年22号
- 信長（原作：工藤かずや、漫画：池上遼一）

### は行
- ハーラーダービー（原作：森高夕次、漫画：水上あきら）：2020年7号 - 2022年2号
- ハイスクールばっかちゃん（沖田×華）：2012年7号 - 2013年21号
- バイ・スプリング（原作：ゆずき暎、漫画：林マキ）：2019年22号 - 2020年24号
- バウ（テリー山本）
- ハサムぞ!（田代哲也）
- パパイラズ（原作：石坂啓、漫画：堀田あきお）
- BABEL（石川優吾）：2018年2号 - 2021年18号、※2019年18号より電子版のみ掲載
- 浜咲さんなら引いている（原作：瀬戸内ワタリ、漫画：水谷ふみ）：2017年10号 - 2017年18号
- ハラストレーション（原克玄）：2018年15号 - 2022年8号
- バンクーバー朝日軍（漫画：原秀則、原作本：デッド・Y・フルモト著「バンクーバー朝日軍」）：2012年15号 - 2014年24号
- はんなり!（柴門ふみ）：2007年24号 - 2010年15号
- HEAT -灼熱-（原作：武論尊、漫画：池上遼一）
- ビーンボール（漫画：波多野秀行、ストーリー構成：市田実）：2011年23号 - 2013年4号
- BEGIN（原作：史村翔、漫画：池上遼一）：2016年21号 - 2020年3号
- 非婚家族（柴門ふみ）
- 響 〜小説家になる方法〜（柳本光晴）：2014年18号 - 2019年21号、※当初は隔号連載、2016年11号より毎号連載
- 日々ズレズレ（小豆だるま）：2014年3号 - 2016年15号
- HUMANITAS ヒューマニタス（山本亜季）：2015年12号 - 2016年20号、※シリーズ連載
- ヒュプノス（成瀬乙彦）：2016年2号 - 2016年9号
- 平取締役 鰻田本部長の秘書（中島守男）：2014年4号 - 2016年7号
- ファイター伝説 金と銀（原作：やまさき十三、漫画：石川サブロウ）
- 15 1/2 FIFTEEN HALF（盛田賢司）：2013年12号 - 2014年24号
- ふ〜ふ生活（原作：西ゆうじ、漫画：はしもとみつお）
- フォーナイン〜僕とカノジョの637日〜（莉ジャンヒュン）：2014年10号 - 2015年10号
- フォビア（原作：原克玄、作画：ゴトウユキコ）：2021年2号 - 2024年11号
- 武装島田倉庫（漫画：鈴木マサカズ、原作：椎名誠）：2013年7号 - 2014年16号
- 筆とあいつがいればいい。（中田アミノ）：2019年9号 - 2019年19号
- プリーズ・フリーズ・Me（漫画：とみさわ千夏、原作：矢口史靖）
- プリンス（能條純一）
- BLOW UP!（細野不二彦）：1988年 - 1989年
- プロゴルファー織部金次郎（原作：武田鉄矢、漫画：高井研一郎）
- 平成嵐山一家（若林健次）
- へそのお（原作：今橋元、作画：もぐこん）：2024年4号 - 2024年11号
- ボールパークへようこそ（高田靖彦）
- 北斗の拳ユリア外伝 慈母の星（原案：武論尊・原哲夫、漫画：笠井晶水）：2007年7号 - 2007年13号
- 僕は君を太らせたい!（原作：茸本明、漫画：横山ひろと）：2018年14号 - 2020年1号
- ボクらはみんな生きてゆく!（アキヤマヒデキ）：2020年16号 - 2023年13号
- ポジャリカ（中川いさみ）
- 星を食べる女（原作：倉科遼、漫画：岩下博美）
- BOSS（原作：田宮幸一、漫画：しのはら勉）
- 本気のしるし（星里もちる）

### ま行
- まあまあまあ、ちゃんと魔王は倒しますから、一回だけ〜非正規雇用の俺が勇者になったら不倫偏差値56〜（ニシヤ康隆）2021年12号 - 2021年15号、※短期集中連載
- マーメイド（マーチン角屋）
- 舞姫 〜ディーヴァ〜（原作：倉科遼、漫画：大石知征）
- まさちゅーせっつ（波南カンコ）
- マジスター 見崎先生の病院訪問授業（原作：山本純士、漫画：棚園正一）：2018年11号 - 2019年5号、※シリーズ連載
- マネーの拳（三田紀房）：2005年2号 - 2009年13号
- 漫歌シリーズ（相原コージ）※「漫歌 アイハラ派」→「漫歌 アニマル派」→「漫歌 エロチカ派」と改題
- ミツコの詩（榎屋克優）：2016年10号 - 2017年5号、※シリーズ連載
- ムシヌユン（都留泰作）：2014年1号 - 2018年3号
- モクの関白宣言（松浦聡彦）：2005年16号 - 2007年2号
- ももたろう（小山ゆう）

### や行
- やさぐれぱんだ（山賊）：2008年7号 - 2011年24号
- 優しくしたい。（根本拓実）：2020年4号 - 2020年12号
- やんちゃぼ（高田靖彦）：2006年2号 - 2007年5号
- 雄飛（小山ゆう）：2014年8号 - 2018年22号
- 幽麗塔〜黒岩涙香「幽霊塔」より〜（乃木坂太郎）：2011年12号 - 2014年22号
- 雪人 YUKITO（作画：もんでんあきこ、原作：大沢在昌「北の狩人」）：2011年18号 - 2013年23号
- 夢かもしんない（星里もちる）
- 欲望セブンティーン（漫画：くじらいいく子、原作：小原信治）
- 歓びの日々（六田登）

### ら行
- ラーメン発見伝（漫画：河合単、原作：久部緑郎）：1999年23号 - 2009年15号
  - らーめん才遊記（漫画：河合単、原作：久部緑郎）：2009年17号 - 2014年5号
- ラヂヲの時間（和田ラヂヲ）：2008年1号 - 2012年24号
- 落花生（折田洋次郎）：2023年14号 - 2023年23号 ※集中連載[19]
- リーマンスープレックス（藤波俊彦）
- ルナハイツ（星里もちる）
- 零落（浅野いにお）：2017年7号 - 2017年16号
- 覇-LORD-（漫画：池上遼一、原作：武論尊）：2004年19号 - 2011年5号[16]
- 六文銭ロック（漫画：池上遼一、原作：武論尊）：2013年14号 - 2015年15号

### わ行
- WARAKADO（もりやまつる）
- ワガママ坊ちゃん先生ランド （コジロー）※1987年7月の創刊当初頃に連載
- ワンダーランド（石川優吾）：2015年10号 - 2017年22号

### ウェブサイトでの連載
スペリオールのウェブサイトにから連載コラムがあったが、2010年5月には漫画もウェブサイトでの連載を始めた。本誌の目次には、ウェブサイトで連載中の漫画も記載されている。
- こども奥さん（たかはしけんじ）本誌で2008年21号からの不定期掲載を経て2010年5月からネット配信へ（無料）
- ごもくえん（からすひじり）：2013年4月 - 2014年10月
- 天国ニョーボ（須賀原洋行）：2015年1号 - 2017年21号
- RAPID COMMUTER UNDERGROUND（地下鉄の座二郎）：2012年4月 - 2013年12月

## 映像化

### アニメ化
| 作品             | 放送年                 | アニメーション制作 | 備考                                                                                  |
| ---------------- | ---------------------- | ------------------ | ------------------------------------------------------------------------------------- |
| バウ             | 1993年 - 1994年        | 日本アニメーション | タイトルは「平成イヌ物語バウ」                                                        |
| MOONLIGHT MILE   | 2007年（第1期・第2期） | スタジオ雲雀       | タイトルは第1期が「MOONLIGHT MILE -Lift off-」 第2期が「MOONLIGHT MILE -Touch down-」 |
| トリリオンゲーム | 2024年                 | マッドハウス       |                                                                                       |

| 作品                            | 発売年                   | アニメーション制作 | 備考                                 |
| ------------------------------- | ------------------------ | ------------------ | ------------------------------------ |
| 機動戦士ガンダム サンダーボルト | 2015年 - 2016年（第1期） | サンライズ         | 新作カットなどを追加した再編集版あり |
| 機動戦士ガンダム サンダーボルト | 2017年（第2期）          | サンライズ         | 新作カットなどを追加した再編集版あり |
| コタローは1人暮らし             | 2022年                   | ライデンフィルム   |                                      |

| 作品 | 公開年 | アニメーション制作 | 備考 |
| ---- | ------ | ------------------ | --- |
| バウ | 1994年 | 日本アニメーション | 作品3本立ての内の1本 テレビアニメの続編ではなく原作にある番外編をベースにした特別編 タイトルは「平成イヌ物語バウ 原始イヌ物語バウ」 |

| 作品           | 発売年 | アニメーション制作 | 備考 |
| -------------- | ------ | ------------------ | ---- |
| ガッデム       | 1990年 | スタジオシグナル   |      |
| サンクチュアリ | 1995年 | PASTEL             |      |

### 実写化
| 作品                                | 放送年                  | 制作                         | 備考 |
| ----------------------------------- | ----------------------- | ---------------------------- | --- |
| くどき屋ジョー                      | 1989年（特番）          | N/A                          | |
| 平成嵐山一家（ドラマ）              | 1992年                  | N/A                          | |
| 味いちもんめ                        | 1995年（第1期）         | テレビ朝日                   | |
| 味いちもんめ                        | 1996年（第2期）         | テレビ朝日                   | タイトルは「味いちもんめII・京都編」 |
| 味いちもんめ                        | 1997年 - 2013年（特番） | テレビ朝日                   | タイトルは特番第1弾が「味いちもんめ'98正月スペシャル」 第2弾が「味いちもんめ'98正月スペシャル」 第3弾・第4弾には副題はない いずれの特番もドラマスペシャルの表記がタイトル前にある                                                      |
| ふ〜ふ生活                          | 1996年                  | 中部日本放送・テレパック     | |
| 金魚のフン                          | 1996年                  | N/A                          | |
| お礼は見てのお帰り                  | 1997年 - 1999年（特番） | 関西テレビ アベクカンパニー  | タイトルは第1弾が「お礼は見てのお帰り ナニワのべっぴん刑事 一本木礼子」 第2弾が「お礼は見てのお帰り ナニワのべっぴん刑事 (2) 初春に舞う!」 第3弾が「お礼は見てのお帰り ナニワのべっぴん刑事一本木礼子 (3) 正月早々死んでしまうんか!?」 |
| 非婚家族                            | 2001年                  | N/A                          | |
| ラーメン発見伝                      | 2004年（特番）          | N/A                          | |
| 医龍-Team Medical Dragon-（ドラマ） | 2006年（第1期）         | フジテレビドラマ制作センター | |
| 医龍-Team Medical Dragon-（ドラマ） | 2007年（第2期）         | フジテレビドラマ制作センター | タイトルは「医龍-Team Medical Dragon-2」 |
| 医龍-Team Medical Dragon-（ドラマ） | 2010年（第3期）         | フジテレビドラマ制作センター | タイトルは「医龍-Team Medical Dragon-3」 |
| 医龍-Team Medical Dragon-（ドラマ） | 2014年（第4期）         | フジテレビドラマ制作センター | タイトルは「医龍4〜Team Medical Dragon〜」 |
| ギラギラ                            | 2008年                  | ABC テレビ朝日 ホリプロ      | |
| 同窓生〜人は、三度、恋をする〜      | 2014年                  | テレパック TBSテレビ         | |
| オンナミチ                          | 2015年                  | N/A                          | |
| この恋はツミなのか!?                | 2018年                  | ワタナベエンターテインメント | |
| 本気のしるし                        | 2019年                  | 名古屋テレビ放送             | |
| らーめん才遊記                      | 2020年                  | テレパック                   | |
| コタローは1人暮らし                 | 2021年（第1期）         | テレビ朝日 ジェイ・ストーム  | スピンオフWebドラマ「花輪せんせいは半人前!?」あり |
| コタローは1人暮らし                 | 2023年（第2期）         | テレビ朝日 ジェイ・ストーム  | スピンオフWebドラマ「佑どののジブン探し」あり |
| トリリオンゲーム                    | 2023年                  | N/A                          | 実写映画の前作にあたる |

| 作品                              | 公開年                 | 配給                                                   | 備考                                                                          |
| --------------------------------- | ---------------------- | ------------------------------------------------------ | ----------------------------------------------------------------------------- |
| プロゴルファー織部金次郎          | 1993年（第1作）        | 東映洋画                                               |                                                                               |
| プロゴルファー織部金次郎          | 1994年（第2作）        | 東映洋画                                               | タイトルは「プロゴルファー 織部金次郎2 〜パーでいいんだ〜」                   |
| プロゴルファー織部金次郎          | 1995年（第3作）        | 東映洋画                                               | タイトルは「プロゴルファー 織部金次郎3 〜飛べバーディー〜」                   |
| プロゴルファー織部金次郎          | 1997年（第4作）        | 東映洋画                                               | タイトルは「プロゴルファー 織部金次郎4 〜シャンク、シャンク、シャンク〜」     |
| プロゴルファー織部金次郎          | 1998年（第5作）        | 東映洋画                                               | タイトルは「プロゴルファー 織部金次郎5 〜愛しのロストボール〜」               |
| サンクチュアリ                    | 1995年（第1作）        | シネウェーブ                                           | 2作目からはオリジナルビデオ                                                   |
| あずみ（映画）                    | 2003年（第1作）        | 東宝                                                   |                                                                               |
| あずみ（映画）                    | 2005年（第2作）        | 東宝                                                   | タイトルは「あずみ2 Death or Love」                                           |
| HEAT -灼熱-                       | 2004年（第1作・第2作） | ケイエスエス                                           |                                                                               |
| ルナハイツ                        | 2005年（第1作）        | ルナハイツ委員会                                       |                                                                               |
| ルナハイツ                        | 2006年（第2作）        | リベロ                                                 | タイトルは「ルナハイツ2」                                                     |
| 日掛け金融地獄伝 こまねずみ常次朗 | 2006年（第1作・第2作） | アートポート                                           | タイトルは第2作目が「日掛け金融地獄伝 こまねずみ常次朗 〜悪徳金融死すべし〜」 |
| SS                                | 2008年                 | リベロ                                                 | タイトルは「SS -エスエス-」                                                   |
| 女の子ものがたり                  | 2009年                 | IMJエンタテインメント エイベックス・エンタテインメント |                                                                               |
| 上京ものがたり                    | 2013年                 | ファントム・フィルム                                   |                                                                               |
| 響 〜小説家になる方法〜           | 2018年                 | 東宝                                                   | タイトルは「響 -HIBIKI-」                                                     |
| 零落                              | 2023年                 | 日活                                                   |                                                                               |
| 夏目アラタの結婚                  | 2024年                 | ワーナー・ブラザース映画                               |                                                                               |
| トリリオンゲーム                  | 2025年                 | 東宝                                                   | テレビドラマ版の続編 タイトルは「劇場版 トリリオンゲーム」                    |

| 作品                | 発売年                 | 制作         | 備考                                                                                         |
| ------------------- | ---------------------- | ------------ | -------------------------------------------------------------------------------------------- |
| くどき屋ジョー      | 1994年                 | N/A          |                                                                                              |
| サンクチュアリ      | 1995年（第2作・第3作） | N/A          | 実写映画の続編 タイトルは第2作目が「サンクチュアリ PART2」 第3作目が「サンクチュアリ PART3」 |
| サラ忍マン          | 1997年                 | ケイエスエス |                                                                                              |
| 舞姫 〜ディーヴァ〜 | 2011年                 | N/A          |                                                                                              |

## 発行部数
- 2004年（2003年9月 - 2004年8月） 370,400部[20]
- 2005年（2004年9月 - 2005年8月） 339,000部[20]
- 2006年（2005年9月 - 2006年8月） 318,959部[20]
- 2007年（2006年9月 - 2007年8月） 305,000部[20]
- 2008年（2007年10月 - 2008年9月） 277,042部[20]

|        | 1〜3月     | 4〜6月     | 7〜9月     | 10〜12月   |
| ------ | ---------- | ---------- | ---------- | ---------- |
| 2008年 |            | 273,667 部 | 262,000 部 | 252,667 部 |
| 2009年 | 243,500 部 | 237,334 部 | 227,334 部 | 213,500 部 |
| 2010年 | 204,000 部 | 200,000 部 | 199,000 部 | 197,500 部 |
| 2011年 | 190,000 部 | 180,834 部 | 175,667 部 | 169,834 部 |
| 2012年 | 164,500 部 | 152,500 部 | 146,000 部 | 145,167 部 |
| 2013年 | 139,834 部 | 138,834 部 | 135,000 部 | 127,334 部 |
| 2014年 | 122,334 部 | 117,667 部 | 114,667 部 | 114,000 部 |
| 2015年 | 114,000 部 | 115,334 部 | 112,667 部 | 112,000 部 |
| 2016年 | 110,667 部 | 110,000 部 | 108,667 部 | 108,000 部 |
| 2017年 | 108,000 部 | 108,000 部 | 108,000 部 | 107,667 部 |
| 2018年 | 105,500 部 | 103,000 部 | 104,000 部 | 101,000 部 |
| 2019年 | 98,667 部  | 94,000 部  | 90,500 部  | 85,000 部  |
| 2020年 | 80,000 部  | 78,500 部  | 73,500 部  | 72,000 部  |
| 2021年 | 72,667 部  | 72,000 部  | 66,333 部  | 63,667 部  |
| 2022年 | 59,333 部  | 56,000 部  | 51,333 部  | 48,667 部  |
| 2023年 | 45,667 部  | 42,667 部  | 40,000 部  | 37,167 部  |
| 2024年 | 35,333 部  | 33,667 部  | 32,667 部  | 30,833 部  |
| 2025年 | 28,833 部  | 27,833 部  |            |            |

## 新人賞
スペリオール発の大型新人漫画賞。
- 新人コミックオーディション

## スペリオール・ダルパナ
スペリオール・ダルパナは、本誌が立ち上げたレーベル。テーマは「絶望」。レーベルの第1弾のラインナップとして、『空腹なぼくら』がある。2022年4月4日には、レーベルのサイトが開始されている。